# 富士信良
富士 信良（ふじ のぶよし）は、 江戸時代の旗本。関東在地の富士氏の一族。

## 出自
富士信良は、富士城主であった富士信忠の第二子で後に関東を知行地とした富士信重の系譜（信重-信成-信宗-信良-）にあたる。従って、富士氏の庶流である。

## 略歴
『寛政重修諸家譜』巻第三百七十九（以下『寛政譜』）によると、以下のようにある。延宝6年（1678年）12月に10歳で家督を継いだ後、桐門番・御次番を経て出仕を果たし、元禄5年（1692年）5月に小普請となる。同7年（1694年）閏5月に小十人に列する。同14年（1701年）11月には従来下総国に得ていた采地が下総国千葉郡および武蔵国橘樹郡へ移る。
『寛政譜』に「元禄4年5月28日班をすゝめられて」とあることから信良は御目見以上の身分となっており、関東の富士家は旗本家となる。『寛政譜』にあるように知行地が点在していたとされ、例えば元禄7年（1694年）「戸塚宿助郷覚書」によると、相模国鎌倉郡田谷台村に富士市十郎分が見える。
また信良は下総国のうち印旛郡鎌苅村に知行地を有していた。元禄13年頃成立とされる「下総国各村級分」に鎌苅村の富士市十郎分が確認され、また元禄14年（1701年）9月「鎌苅村反別差出帳」に富士市重（十）郎分があり、その後81石2斗まで加増されている。この鎌苅村の知行分が、元禄14年（1701年）11月に下総国千葉郡および武蔵国橘樹郡に移ったと目される。
千葉郡の知行地は神窪村であり、元禄末期の史料で神窪村52.670石のうち富士市十郎分が確認される。また武蔵国橘樹郡の知行地は上小田中であった。
正徳2年（1712年）『御家人分限帳』には信良が小十人の身分であった頃の情報が反映されており、信良37歳の時に相模国・下総国・武蔵国合わせて300石が富士市十郎分として記される。また「又市郎子」とあり又市郎の子であることが知れるが、この又市郎は富士信宗の通称である。
享保元年（1716年）閏2月1日に新番となり、享保8年（1723年）8月にはこれを辞した。元文3年（1738年）7月3日に死去。享年70。家督は子の信久が継いだ。